# Asmenistis cucullata
Asmenistis cucullata är en fjärilsart som beskrevs av Edward Meyrick 1914. Asmenistis cucullata ingår i släktet Asmenistis och familjen Lecithoceridae. Inga underarter finns listade i Catalogue of Life.